# Blaesheim
Blaesheim [blɛsaim]  (Blaase en alsacien) est une commune française située dans la circonscription administrative du Bas-Rhin et, depuis le 1er janvier 2021, dans le territoire de la Collectivité européenne d'Alsace, en région Grand Est. Elle fait partie des 33 communes composant l'Eurométropole de Strasbourg, l'ayant officiellement rejointe le 1er janvier 2006.
Cette commune se trouve dans la région historique et culturelle d'Alsace.

## Géographie

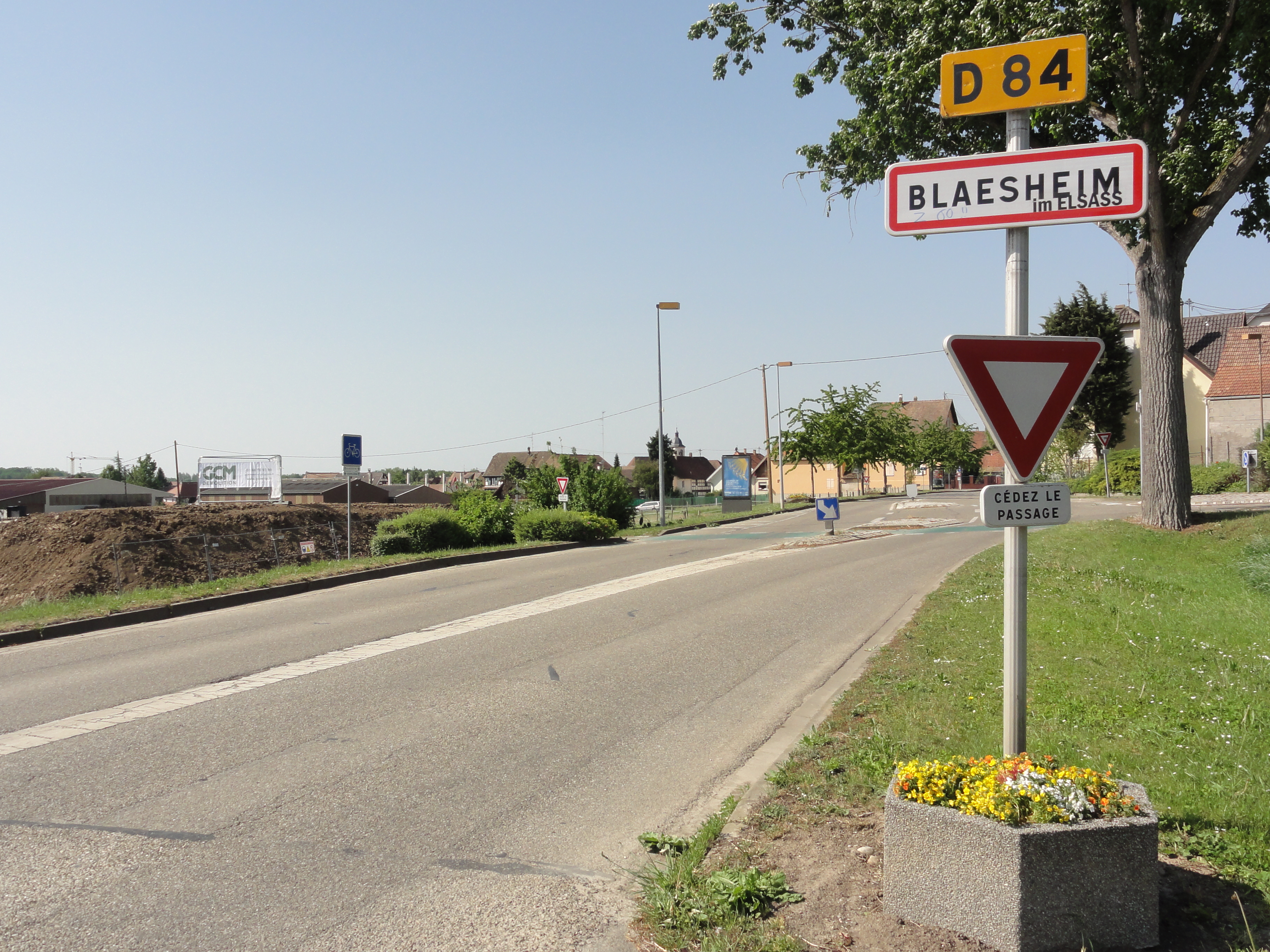
Panneau d'entrée de Blaesheim.

Le village est situé à 15 km au sud-ouest de Strasbourg.
Le village s'étale du sud au sud-est au pied de la colline nommée Gloekelsberg ainsi que sur son flanc. Cela confère au village le plus haut point de l'Eurométropole de Strasbourg.
| Duppigheim    | Entzheim  |              |
| Innenheim     | Blaesheim | Geispolsheim |
| Bischoffsheim |           | Hindisheim   |

### Hydrographie

#### Réseau hydrographique
La commune est dans le bassin versant du Rhin au sein du bassin Rhin-Meuse. Elle est drainée par le ruisseau l'Ehn, le ruisseau le Vieil Ergelsenbach, le canal de l'Ehn, la Fosse Altlandgraben, le ruisseau le Nouvel Ergelsenbach, le ruisseau le Ruthengraben et le ruisseau Neumattgraben,.
L'Ehn, d'une longueur de 36 km, prend sa source dans la commune de Ottrott et se jette  dans l'Ill à Geispolsheim, après avoir traversé dix communes. 
Le Vieil Ergelsenbach, d'une longueur de 13 km, prend sa source dans la commune de Meistratzheim et se jette  dans l'Ehn à Geispolsheim, après avoir traversé huit communes. 

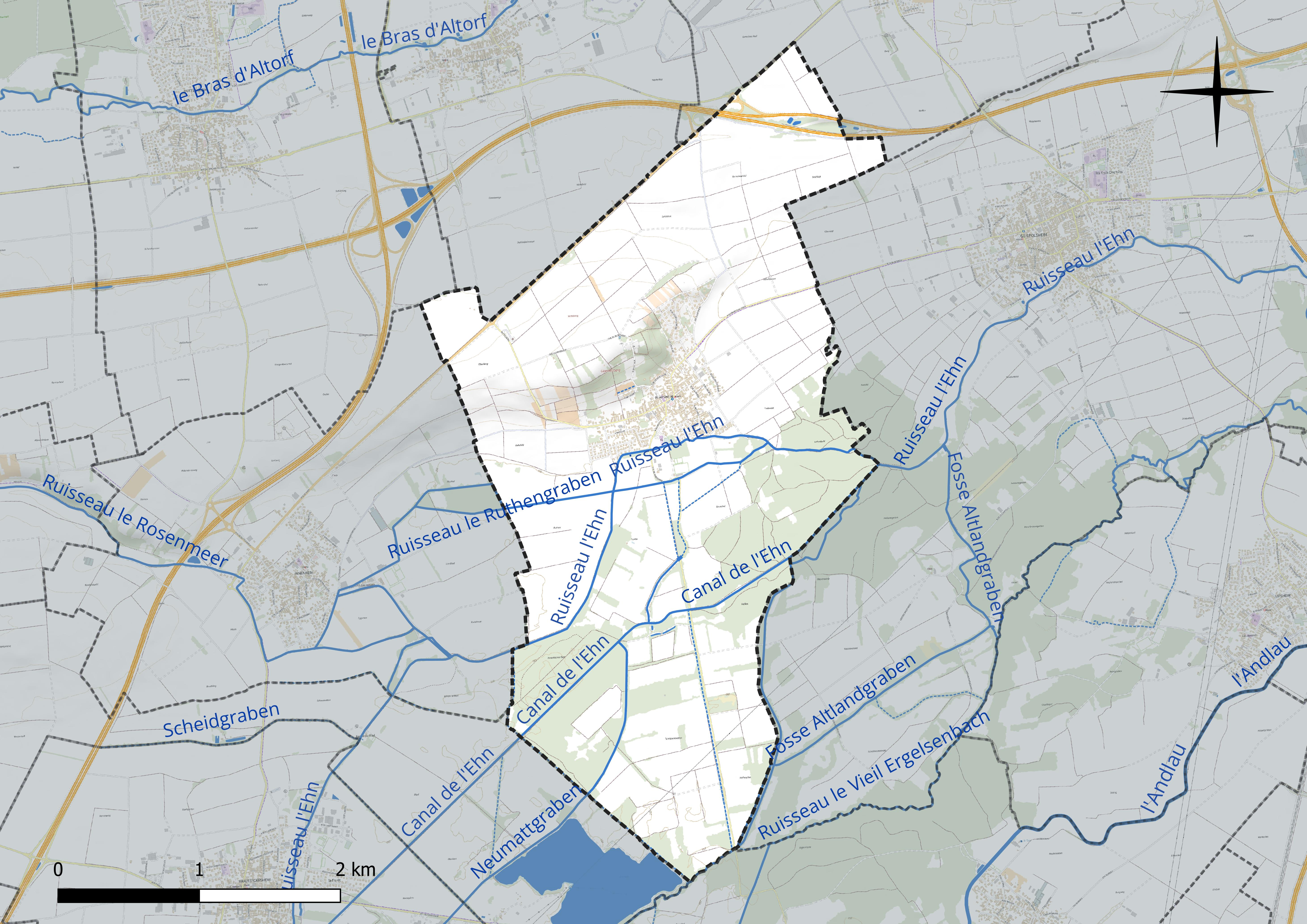
Réseau hydrographique de Blaesheim.

#### Gestion et qualité des eaux
Le territoire communal est couvert par le schéma d'aménagement et de gestion des eaux (SAGE) « Ill Nappe Rhin ». Ce document de planification concerne la nappe phréatique rhénane, les cours d'eau de la plaine d'Alsace et du piémont oriental du Sundgau, les canaux situés entre l'Ill et le Rhin et les zones humides de la plaine d'Alsace. Il s’étend sur 3 596 km2. Il a été approuvé le 17 janvier 2005. La structure porteuse de l'élaboration et de la mise en œuvre est la région Grand Est. 
La qualité des cours d’eau peut être consultée sur un site dédié géré par les agences de l’eau et l’Agence française pour la biodiversité. 

### Climat
Pour des articles plus généraux, voir Climat du Grand Est et Climat du Bas-Rhin.
En 2010, le climat de la commune est de type climat des marges montargnardes, selon une étude du Centre national de la recherche scientifique s'appuyant sur une série de données couvrant la période 1971-2000. En 2020, Météo-France publie une typologie des climats de la France métropolitaine dans laquelle la commune est exposée à un climat semi-continental et est dans la région climatique  Alsace, caractérisée par une pluviométrie faible, particulièrement en automne et en hiver, un été chaud et bien ensoleillé, une humidité de l’air basse au printemps et en été, des vents faibles et des brouillards fréquents en automne (25 à 30 jours). 
Pour la période 1971-2000, la température annuelle moyenne est de 10,7 °C, avec une amplitude thermique annuelle de 18 °C. Le cumul annuel moyen de précipitations est de 684 mm, avec 9,3 jours de précipitations en janvier et 10,1 jours en juillet. Pour la période 1991-2020, la température moyenne annuelle observée sur la station météorologique de Météo-France la plus proche, « Strasbourg-Entzheim », sur la commune d'Entzheim à 4 km à vol d'oiseau, est de 11,4 °C et le cumul annuel moyen de précipitations est de 635,7 mm. 
La température maximale relevée sur cette station est de 38,9 °C, atteinte le 25 juillet 2019 ; la température minimale est de −23,6 °C, atteinte le 23 janvier 1942,,. 
Les paramètres climatiques de la commune ont été estimés pour le milieu du siècle (2041-2070) selon différents scénarios d'émission de gaz à effet de serre à partir des nouvelles projections climatiques de référence DRIAS-2020. Ils sont consultables sur un site dédié publié par Météo-France en novembre 2022.

## Urbanisme

### Typologie
Au 1er janvier 2024, Blaesheim est catégorisée bourg rural, selon la nouvelle grille communale de densité à sept niveaux définie par l'Insee en 2022.
Elle est située hors unité urbaine. Par ailleurs la commune fait partie de l'aire d'attraction de Strasbourg (partie française), dont elle est une commune de la couronne,. Cette aire, qui regroupe 268 communes, est catégorisée dans les aires de 700 000 habitants ou plus (hors Paris),.

### Occupation des sols
L'occupation des sols de la commune, telle qu'elle ressort de la base de données européenne d’occupation biophysique des sols Corine Land Cover (CLC), est marquée par l'importance des territoires agricoles (73,4 % en 2018), une proportion sensiblement équivalente à celle de 1990 (73,9 %). La répartition détaillée en 2018 est la suivante : 
terres arables (39,8 %), zones agricoles hétérogènes (33,6 %), forêts (18,7 %), zones urbanisées (5,7 %), zones industrielles ou commerciales et réseaux de communication (2,1 %). L'évolution de l’occupation des sols de la commune et de ses infrastructures peut être observée sur les différentes représentations cartographiques du territoire : la carte de Cassini (XVIIIe siècle), la carte d'état-major (1820-1866) et les cartes ou photos aériennes de l'IGN pour la période actuelle (1950 à aujourd'hui).

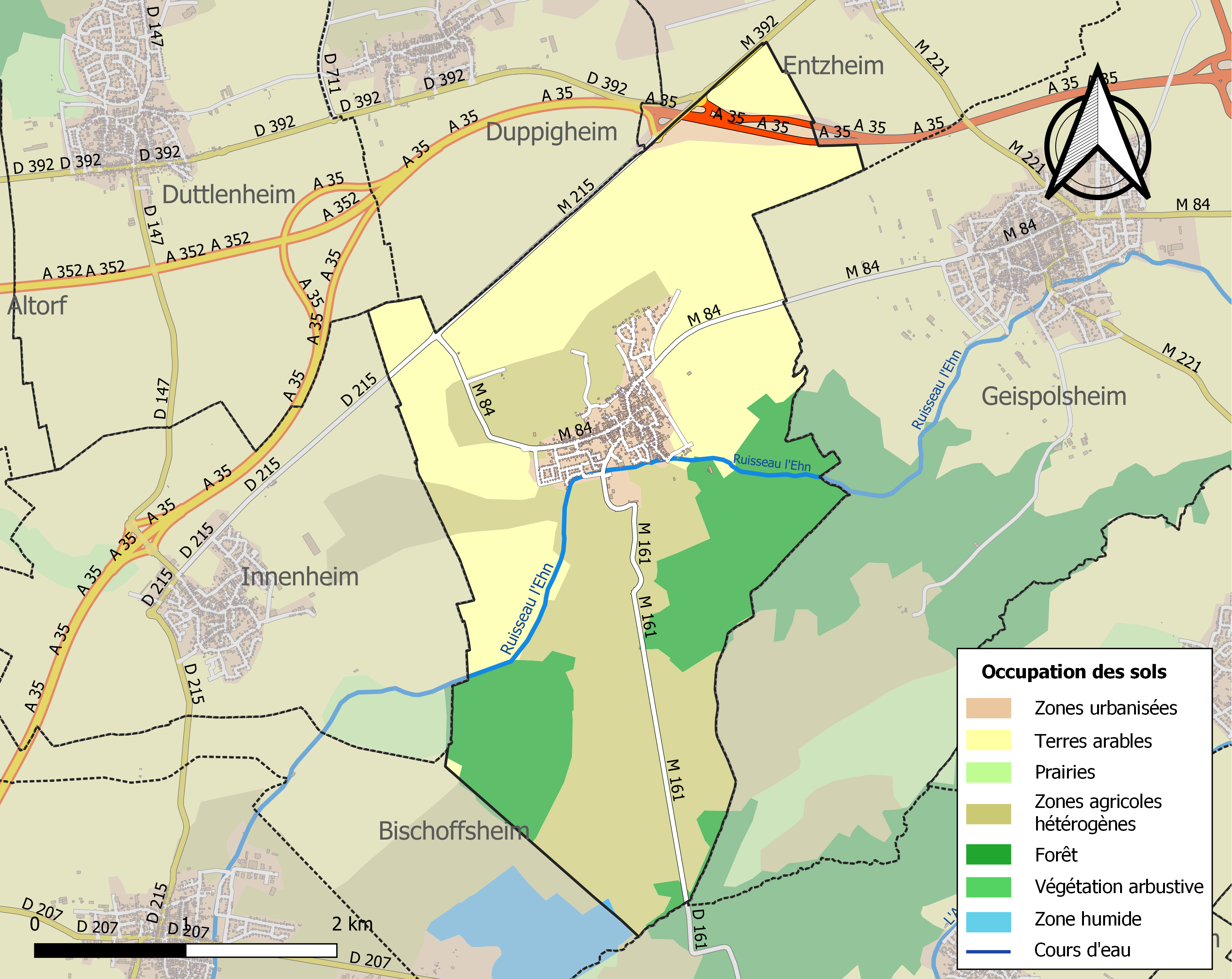
Carte des infrastructures et de l'occupation des sols de la commune en 2018 (CLC).

## Toponymie
- En allemand standard : Bläsheim.

Blaesheim est cité dans de nombreux textes dès le haut Moyen Âge. Comme souvent pour les localités alsaciennes, le nom varie suivant les textes :
- Blaedinsheim, en 1215.
- Bledeszheim, courant 1300.
- Pledensheim, 1366.
- Bledesheim, courant 1372.
- Bledensheim, 1442.

## Histoire
Le 31 janvier 2001, s'y est tenue une réunion franco-allemande entre le chancelier allemand Gerhard Schroder, le président de la République française Jacques Chirac et le Premier ministre Lionel Jospin, lançant le processus de Blaesheim de rencontres régulières entre les têtes d'exécutifs allemands et français.

### Héraldique
| Blason de Blaesheim | Blason  | D'azur à l'église romane d'argent posée sur un mont de trois coupeaux d'or mouvant de la pointe. |
| Blason de Blaesheim | Détails |                                                                                                  |

### Liste des pasteurs luthériens
Établie sur base de l'ouvrage « Chronique du village de Blaesheim.»
| Début | Fin  | Identité                             |
| ----- | ---- | ------------------------------------ |
| 1539  |      | Balthasar Wolleben                   |
| 1560  | 1600 | Johannes Arentius                    |
| 1600  | 1610 | Samuel Kefelius                      |
| 1610  | 1613 | Johannes Christoph Carolus           |
| 1613  | 1633 | Johannes Weinmuller                  |
| 1633  | 1637 | Johannes Steingel                    |
| 1637  | 1675 | Georg Krafft                         |
| 1676  | 1702 | Friedrich Heinrich Rentz (1641-1702) |
| 1702  | 1731 | Johann Philipp Keifflin (1664-1731)  |
| 1731  | 1738 | Philipp Jacob Engel                  |
| 1738  | 1763 | Johann Daniel Büttner                |
| 1763  | 1770 | Johann Heinrich Stricker (1722-1770) |
| 1770  | 1783 | Johann Georg von Zabern (1734-1825)  |
| 1784  | 1811 | Johann Friedrich Rössel (1748-1821)  |
| 1811  | 1824 | Georg Friedrich Gerhardt (1764-1850) |
| 1824  | 1828 | Charles-Frédéric Piton (1791-1828)   |

| Début | Fin  | Identité                               |
| ----- | ---- | -------------------------------------- |
| 1828  | 1880 | Jean-Philippe Schneegans (1795-1880)   |
| 1880  | 1889 | Wilhelm Jacob Schladenhauffen (1848- ) |
| 1890  | 1897 | Carl Daniel Klein (1864- )             |
| 1897  | 1919 | Rudolf Ritter (1865- )                 |
| 1919  | 1932 | Oscar Muller (1890- )                  |
| 1933  | 1937 | Willy Guggenbühl (1897- )              |
| 1937  | 1949 | Henri Siefert                          |
| 1949  | 1961 | Arnold Jaeger (1907- )                 |
| 1962  | 1962 | Melidonian                             |
| 1962  | 1963 | Bertrand Stricker                      |
| 1963  | 1965 | Jean-Paul Dietle                       |
| 1965  | 1967 | Marcel Schildknecht (1907- )           |
| 1967  | 1979 | Albert Arbogast                        |
| 1979  | 1992 | Emile Steiner                          |
| 1993  | 2005 | Yolande Streng                         |
| 2005  |      | Sybille Stohrer                        |

## Politique et administration
Au premier juin 2006, la commune a intégré la communauté urbaine de Strasbourg.

## Démographie
L'évolution du nombre d'habitants est connue à travers les recensements de la population effectués dans la commune depuis 1793. Pour les communes de moins de 10 000 habitants, une enquête de recensement portant sur toute la population est réalisée tous les cinq ans, les populations de référence des années intermédiaires étant quant à elles estimées par interpolation ou extrapolation. Pour la commune, le premier recensement exhaustif entrant dans le cadre du nouveau dispositif a été réalisé en 2008.

En 2022, la commune comptait 1 408 habitants, en évolution de +6,26 % par rapport à 2016 (Bas-Rhin : +3,17 %, France hors Mayotte : +2,11 %).
| 1793 | 1800 | 1806 | 1821 | 1831 | 1836 | 1841 | 1846 | 1851 |
| ---- | ---- | ---- | ---- | ---- | ---- | ---- | ---- | ---- |
| 770  | 790  | 833  | 885  | 931  | 962  | 913  | 943  | 982  |

| 1856 | 1861 | 1866 | 1871 | 1875 | 1880 | 1885 | 1890 | 1895 |
| ---- | ---- | ---- | ---- | ---- | ---- | ---- | ---- | ---- |
| 934  | 934  | 898  | 881  | 851  | 807  | 837  | 836  | 822  |

| 1900 | 1905 | 1910 | 1921 | 1926 | 1931 | 1936 | 1946 | 1954 |
| ---- | ---- | ---- | ---- | ---- | ---- | ---- | ---- | ---- |
| 846  | 848  | 827  | 705  | 716  | 756  | 745  | 697  | 677  |

| 1962 | 1968 | 1975 | 1982 | 1990  | 1999  | 2006  | 2008  | 2013  |
| ---- | ---- | ---- | ---- | ----- | ----- | ----- | ----- | ----- |
| 692  | 754  | 908  | 934  | 1 000 | 1 369 | 1 308 | 1 291 | 1 271 |

| 2018  | 2022  | - | - | - | - | - | - | - |
| ----- | ----- | - | - | - | - | - | - | - |
| 1 307 | 1 408 | - | - | - | - | - | - | - |

## Lieux et monuments
- Tour du Gloeckelsberg (198 m) : dernier vestige d'une église du XIe siècle. C'est le point culminant de la CUS.

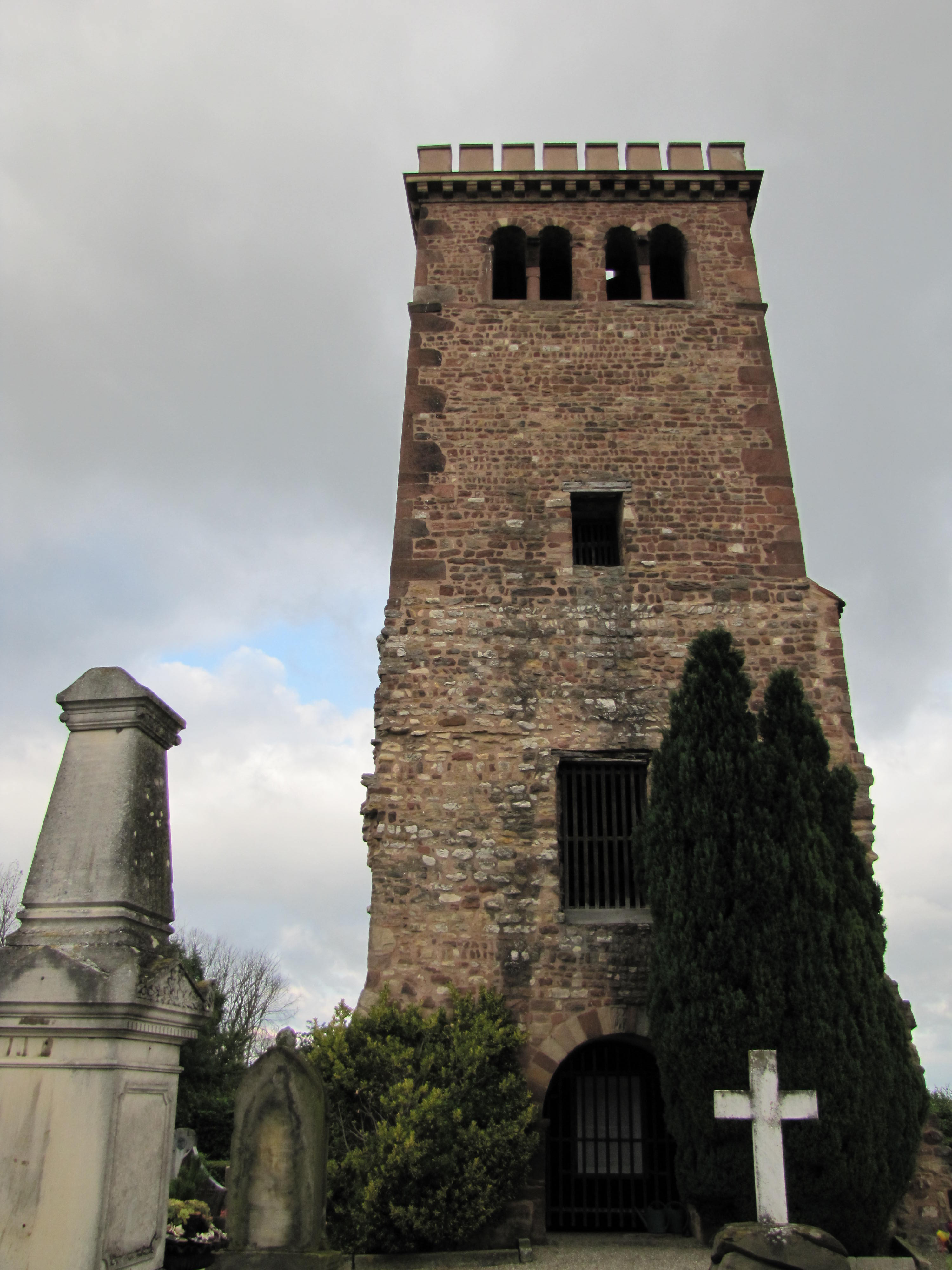
Tour du Gloeckelsberg.
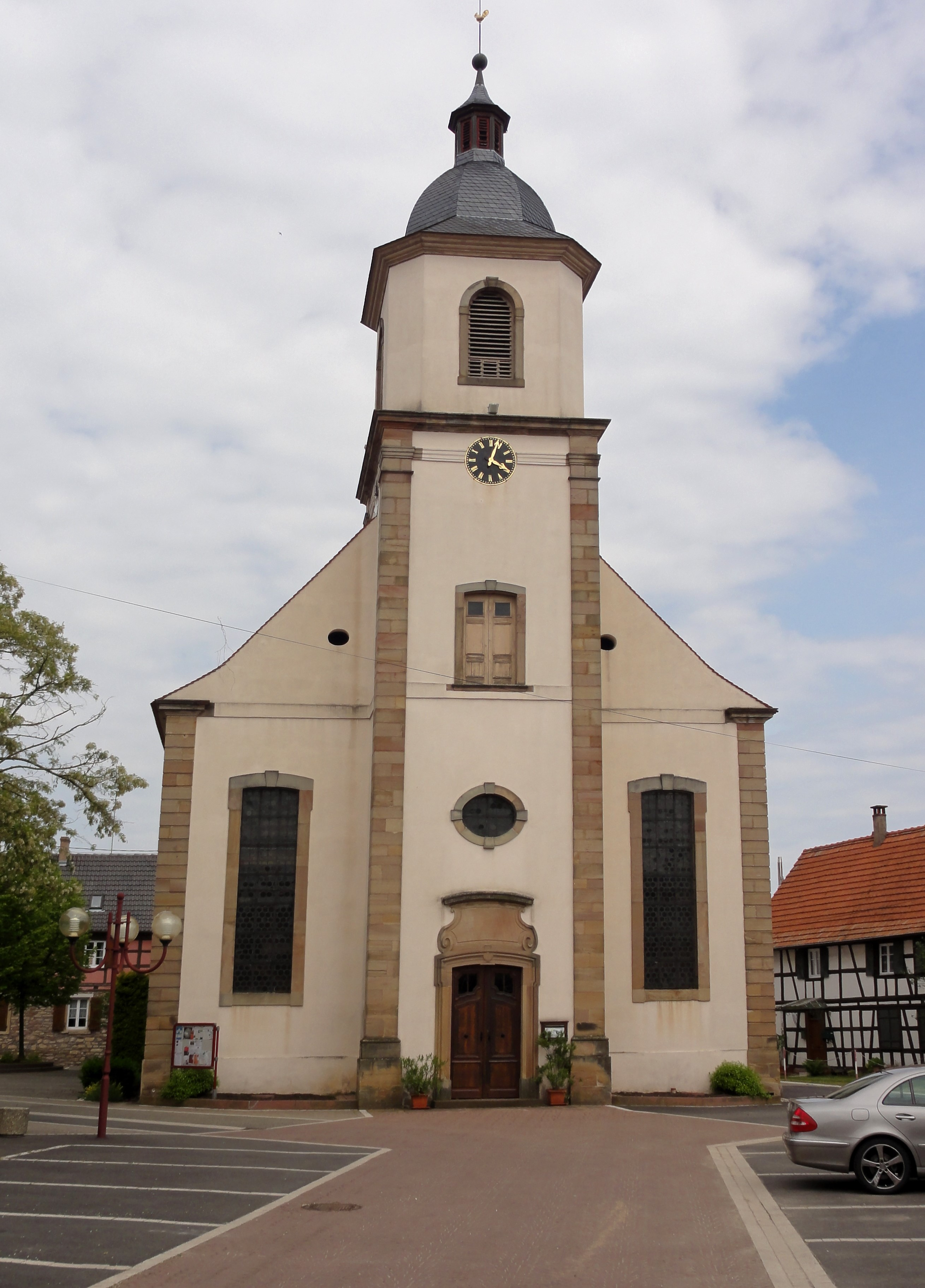
Église protestante (1762).
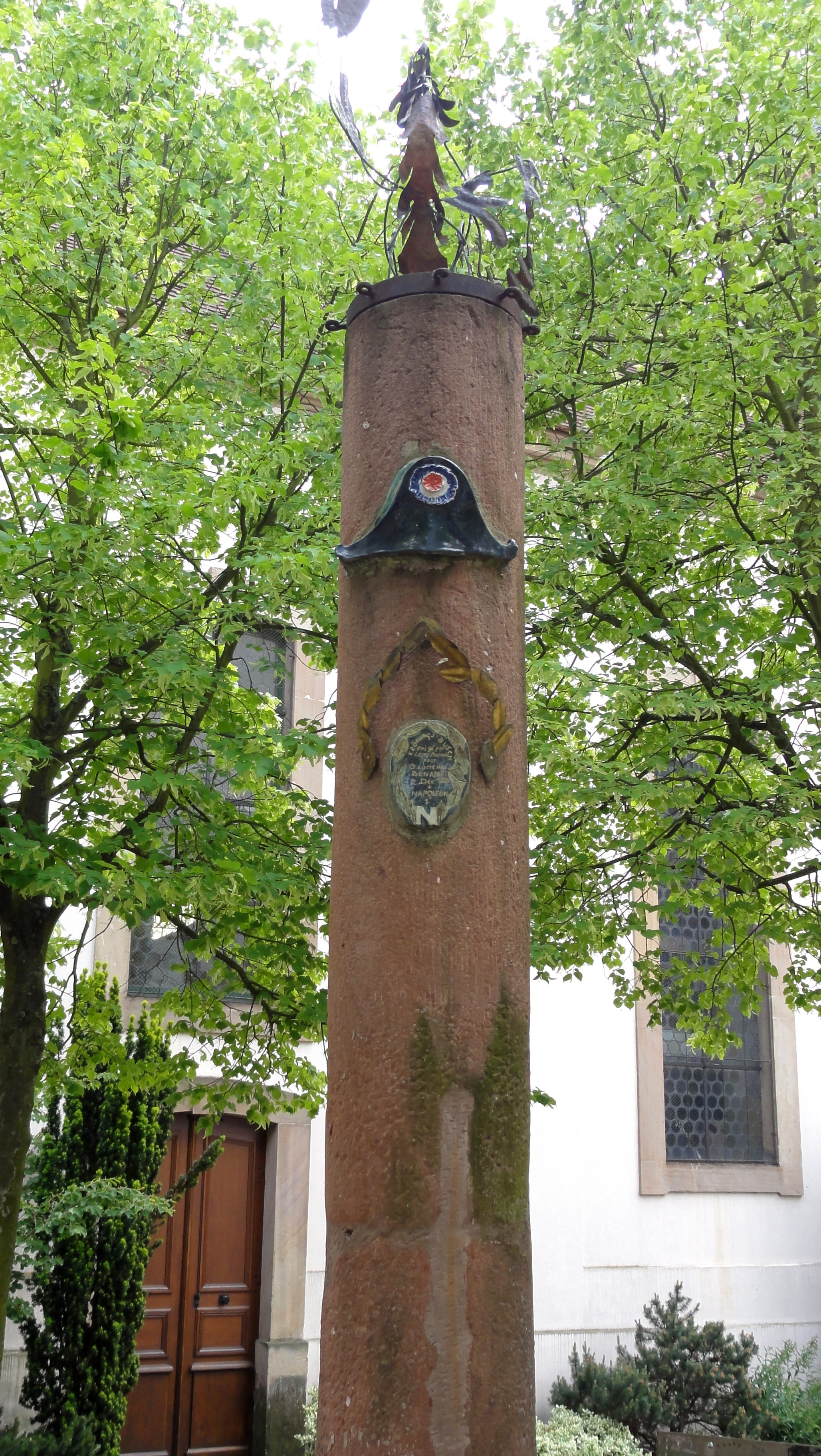
Colonne Napoléon, place de la Mairie.
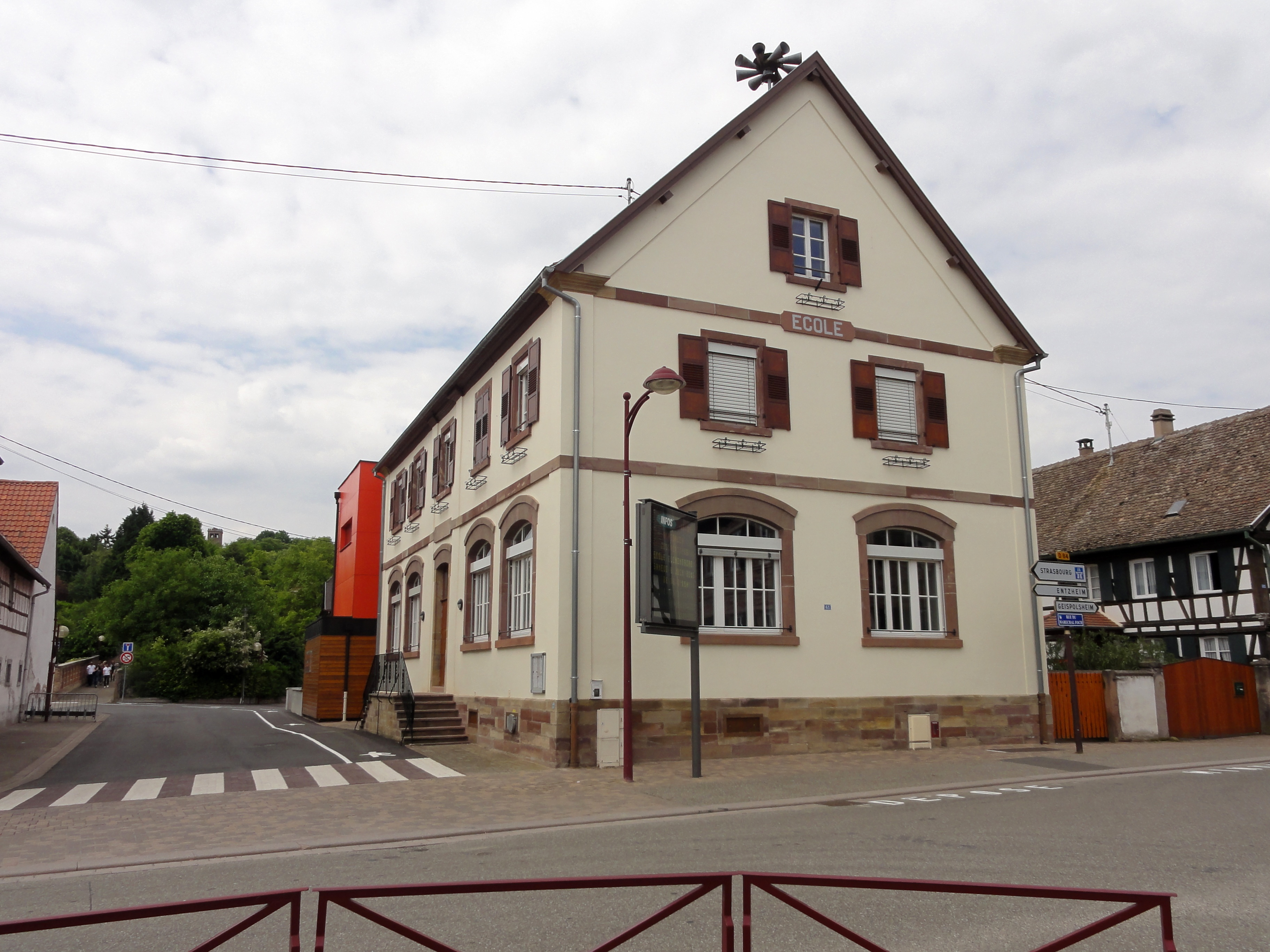
École, rue du Maréchal-Foch.
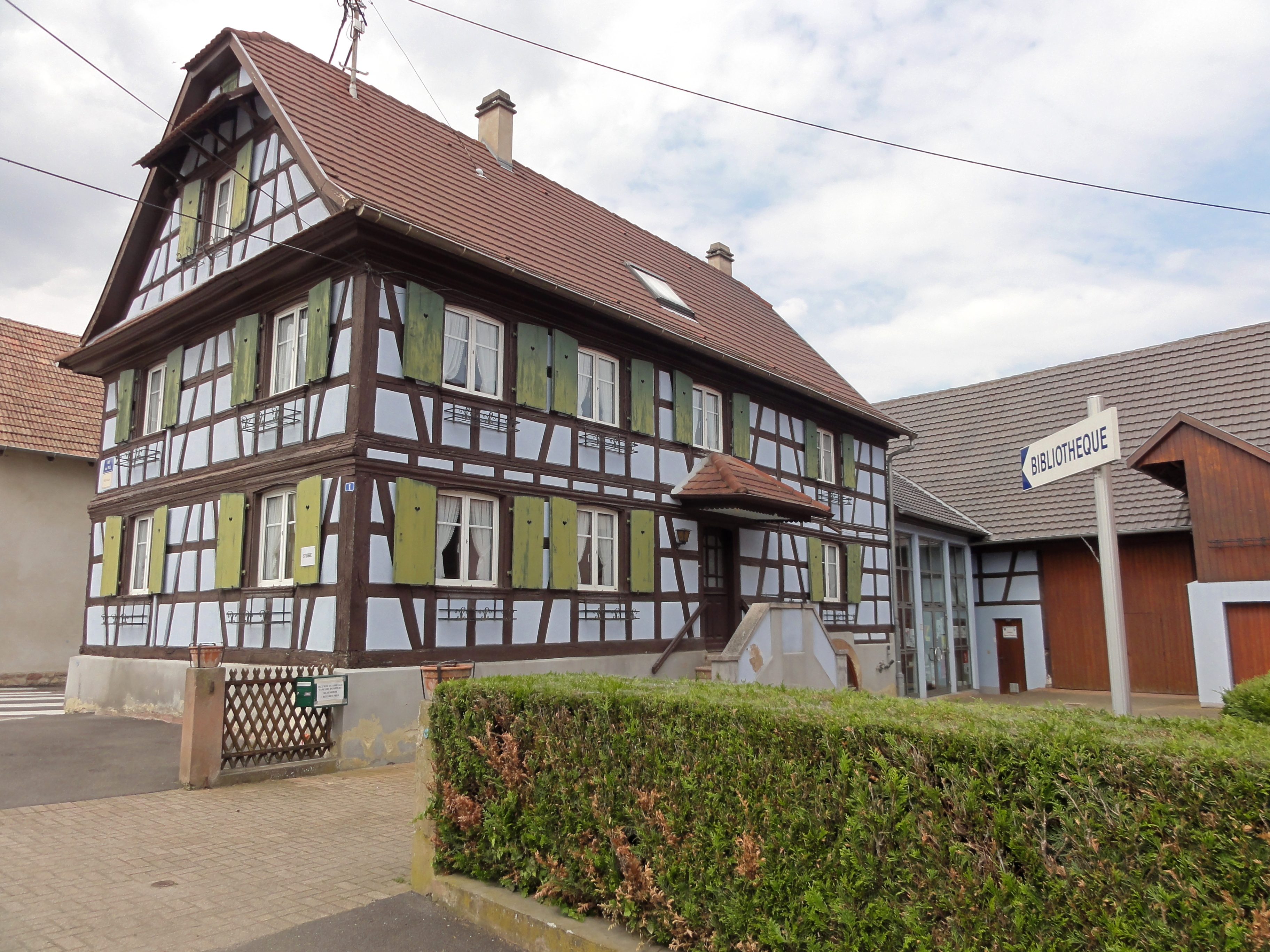
Ancienne ferme, actuellement bibliothèque municipale, 1, rue des Prés.
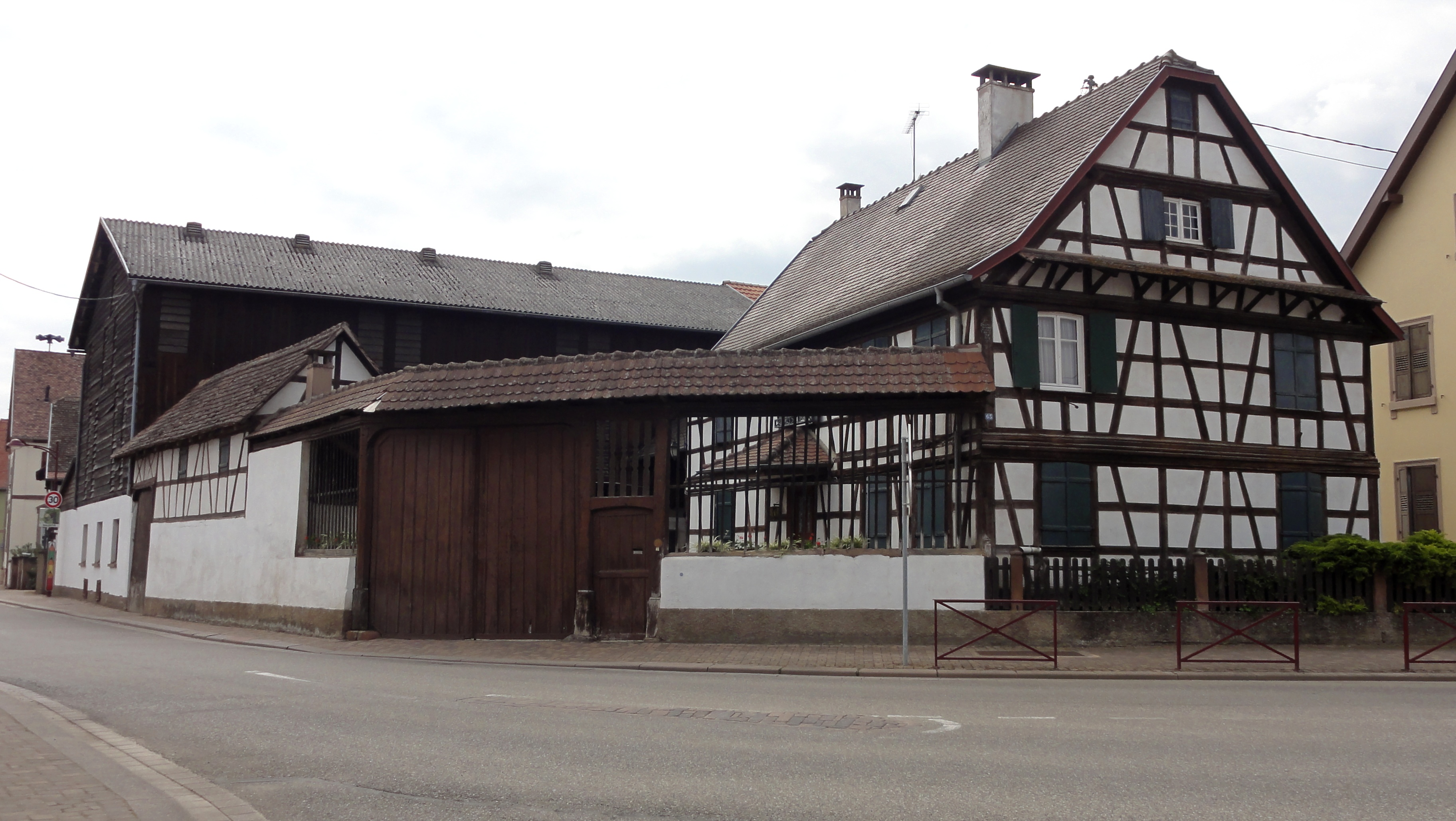
Ferme, 65, rue du Maréchal-Foch.
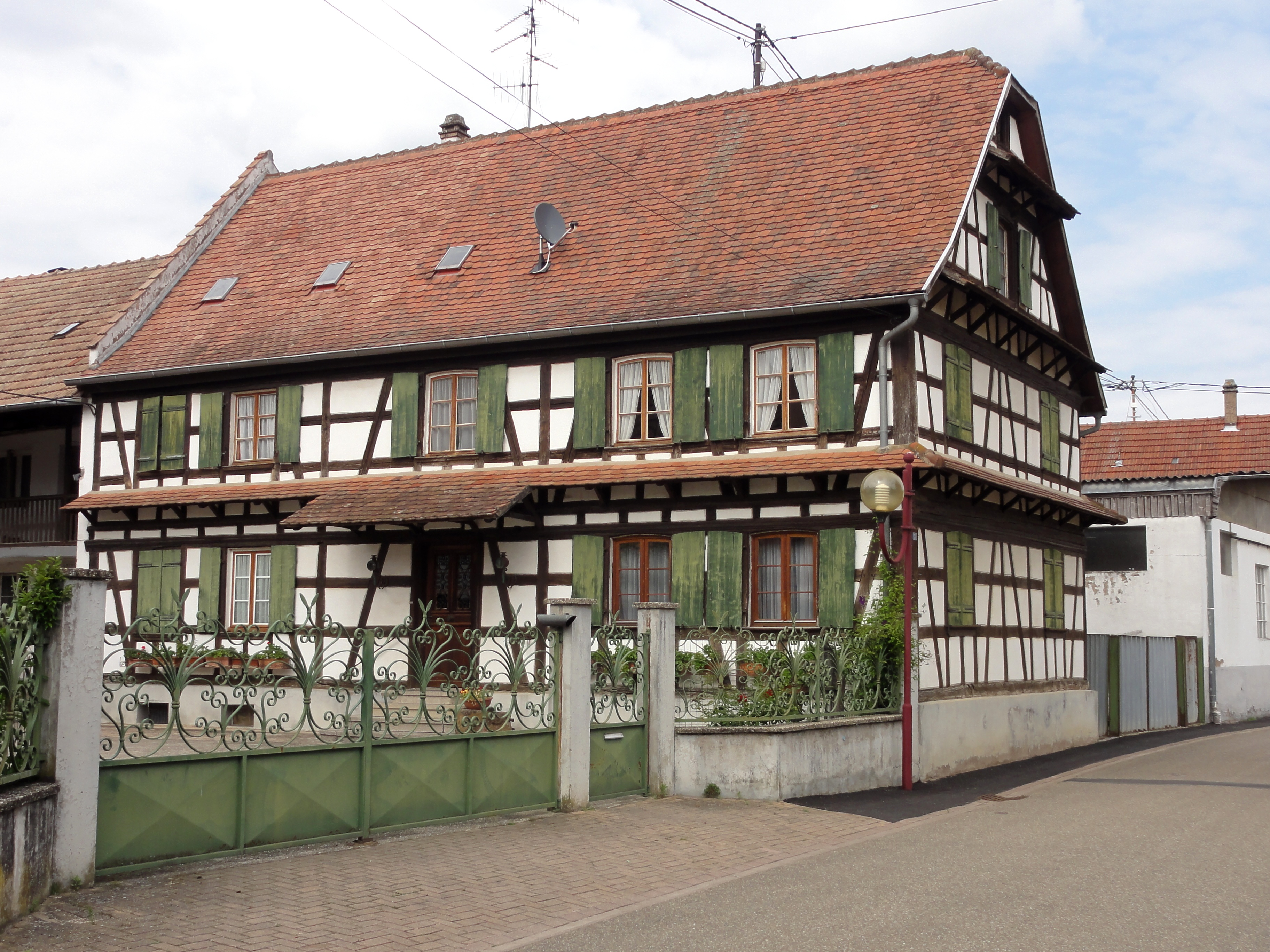
Ferme, 3, rue de la Marne.
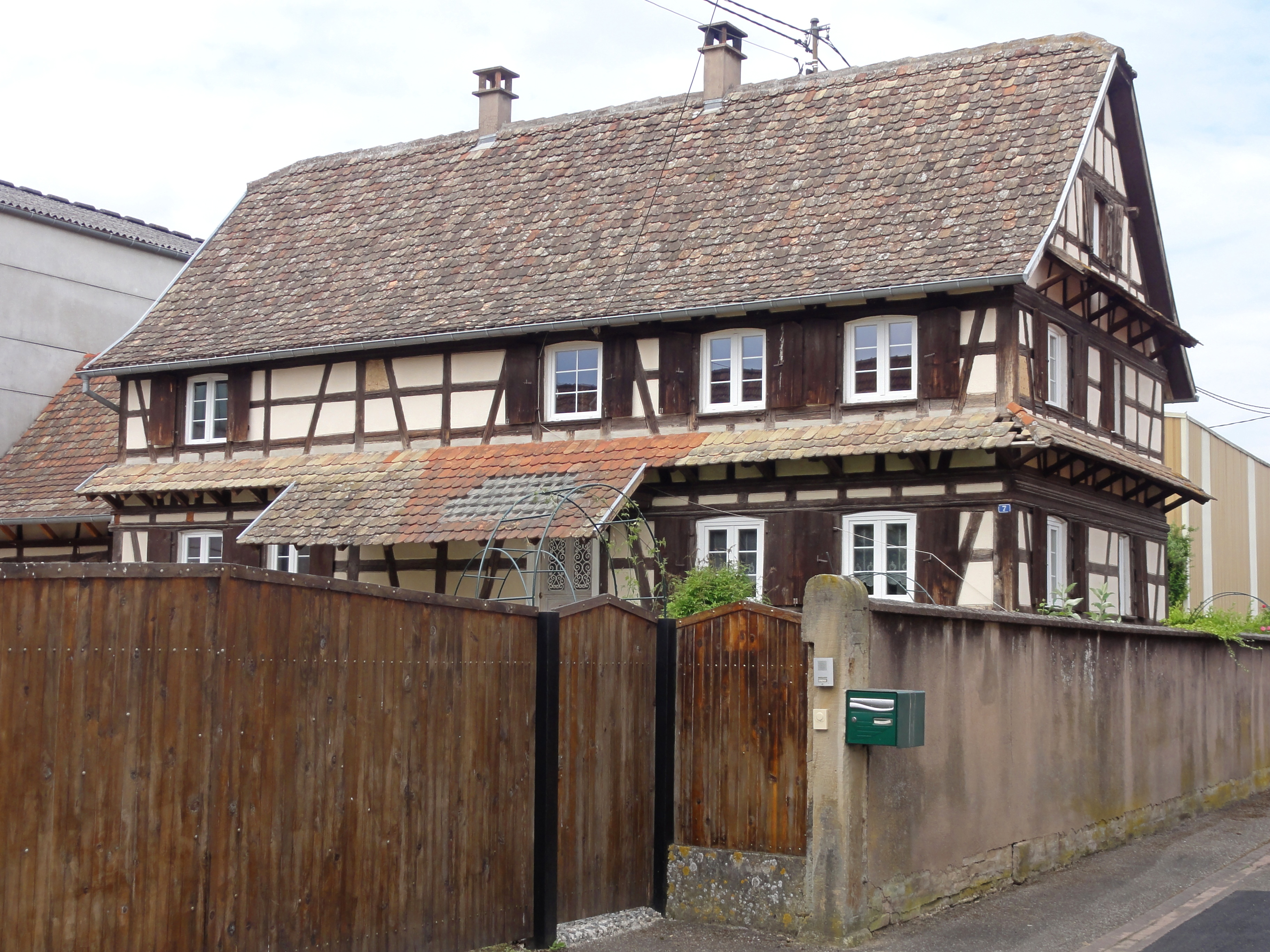
Ferme, 7, rue de la Marne.
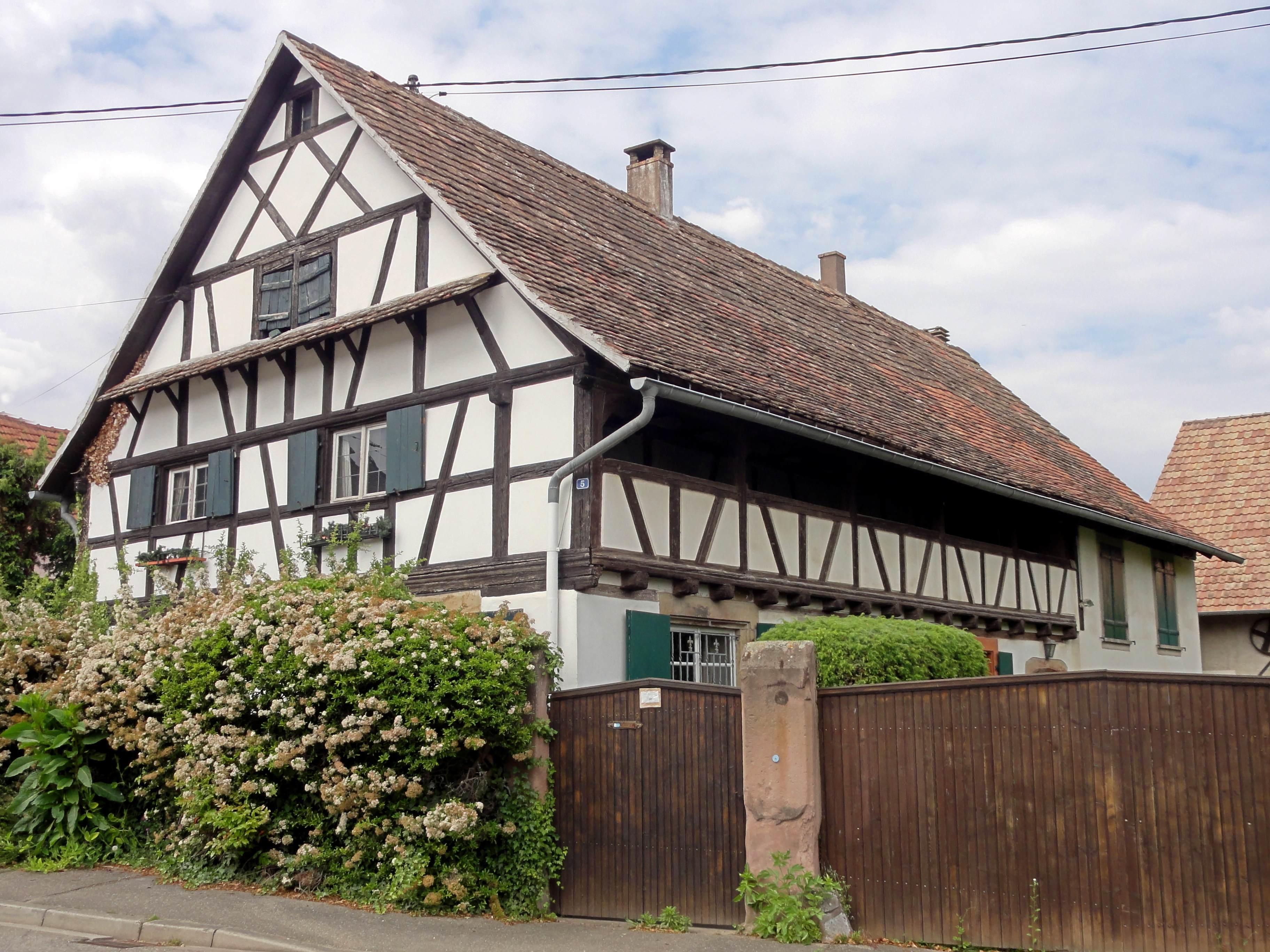
Ferme, 5, rue des Prés.